# Sobrevivendo no Inferno
Albums de Racionais MC's
Racionais MC's
(1994) Ao Vivo
(2001)
Sobrevivendo no Inferno, que l'on pourrait traduire du portugais par « survivant de l'Enfer », est le quatrième album studio de la formation de rap brésilienne Racionais MC's. Il est sorti dans le courant du mois de décembre 1997 sur le label indépendant Cosa Nostra.
Plus gros succès du groupe avec plus d'un million et demi d'exemplaires vendus, il est considéré comme leur album de référence, celui-ci ayant été classé quatorzième des 100 plus grands albums de musique brésiliens par la revue musicale Rolling Stone Brasil en 2007.